# Dougray Scott
Stephen Dougray Scott (Glenrothes, Fife; 26 de noviembre de 1965) es un actor de cine y televisión escocés, conocido por su papel de Ian Hainsworth en la serie Mujeres desesperadas (Desperate housewives), el de villano en la película Misión imposible 2, y el de Stuart St. John en la taquillera Taken 3.

## Biografía
Hijo de Alan y Elma Scott, se educó en el Auchmuty High School. 
Interesado en la actuación asistió a cursos básicos de actuación, antes de inscribirse en el Royal Welsh College of Music & Drama, en Cardiff donde estudió de 1984 a 1987, recibiendo el premio al Estudiante de drama más prometedor al graduarse. Como su nombre ya estaba registrado en el sindicato de actores Equity, decidió cambiarlo por Dougray, que era el apellido de su abuela francesa.
En marzo de 2000 se casó con la directora de casting Sarah Trevis: la pareja tuvo dos mellizos, Eden y Gabriel Scott (niña y niño) en 1998, pero más tarde se divorciaron en agosto del 2005. El actor Ewan McGregor fue su padrino.
El 8 de junio de 2007 Dougray se casó con la actriz inglesa Claire Forlani en una ceremonia privada en Italia.

## Carrera
Comenzó a trabajar en el teatro regional, en la televisión y en shows de televisión. Su primer papel destacado fue en la serie de televisión Soldier Soldier, debutando en cine en la película Twin Town (1997). En la década de 1990 destacó además en las películas Ever After: A Cinderella Story (1998) junto a Drew Barrymore, Anjelica Huston y Melanie Lynskey, y en el filme Enigma junto a Kate Winslet. 
En la década de 2000 fue elegido para el papel de Wolverine en X-Men (2000), pero tuvo que abandonar debido a un conflicto de fechas con su participación en el filme Misión imposible 2 (2000). 
Participó en las miniseries de televisión Desperate Housewives (2004-2007), The Ten Commandments (2006), Heist (2006), Dr. Jekyll and Mr. Hyde (2008) y The Day of the Triffids (2009)
En 2013 se unió al elenco de la serie Strike Back: Shadow Warfare donde interpreta a James Leatherby, un exoficial de la SAS, hasta ahora.

## Filmografía

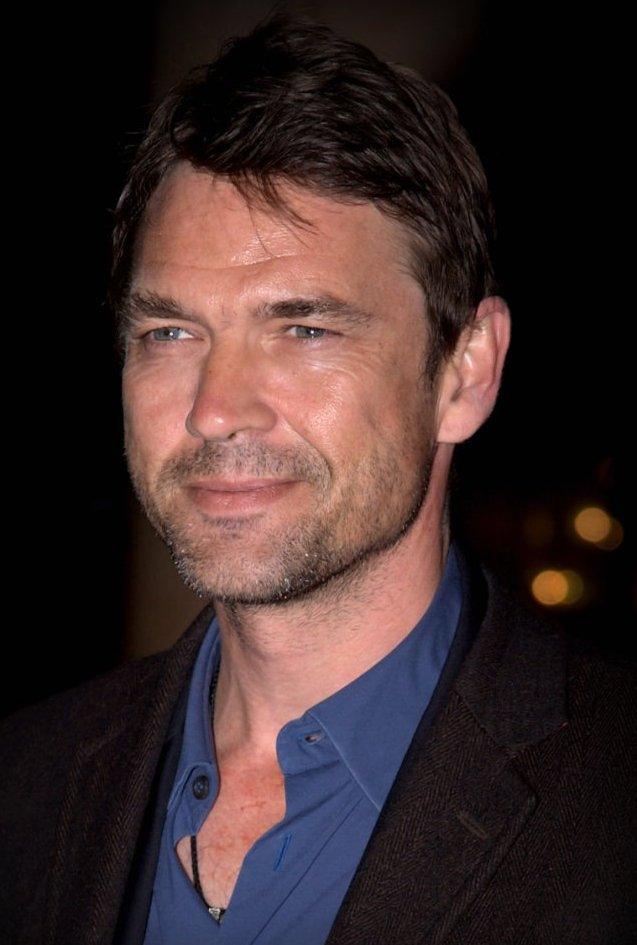
Dougray Scott (2010)

- Soldier Soldier (1991) (serie de TV)
- La princesa Caraboo (1994)
- GoldenEye (1995)
- The Crow Road (1996) (miniserie)
- Regeneration (1997)
- Love in Paris (1997)
- Gemelos S.A. (1997)
- Ever After: A Cinderella Story (1998)
- Deep Impact (1998)
- Gregory's Two Girls (1999)
- El amor de este año (1999)
- Faeries (1999) (voz)
- Misión imposible 2 (2000)
- El señor de los milagros (2000) (TV)
- Las mil y una noches (serie de televisión) (2000) (TV)
- Enigma (2001)
- El amigo americano (2002)
- El poeta (2003)
- Matar a un rey (2003)
- The Truth About Love (2004)
- Things to Do Before You're 30 (2004)
- Agua turbia (2005)
- Desperate Housewives (2004-2007)
- Los diez mandamientos (serie de televisión) (2006)
- Heist (2006) (serie de TV)
- Hitman, agente 47 (2007)
- Perfect Creature (2007)
- Dr. Jekyll and Mr. Hyde (2008) (TV)
- The Diplomat (2009) (TV)
- Love's Kitchen (2011)
- Encontrarás dragones (2011)
- Death Race 3: Inferno (2012)
- El último pasajero (2013)
- Hemlock Grove (2013)
- Taken 3 (2015)
- Quantico (2015)
- Fear The Walking Dead (2016)
- Sea Fever
- Batwoman (2019-2021)
- La promesa de Irene (Irena's Vow), 2023
- Crimen (2021-2025) Serie tv 2 temporadas, 12 capítulos